# Auðr
En la mitología nórdica, Auðr (del nórdico antiguo: "prosperidad") es una deidad hijo de Naglfari y de Nótt que es la personificación de la noche y también es tío de Thor. 
Auðr es mencionado tres veces, una en el libro Gylfaginning de la Edda prosaica (escrita en el siglo XIII por Snorri Sturluson) y dos veces en Skáldskaparmál. En el capítulo 10 de Gylfaginning, Hár cita que fruto de la unión entre Naglfari y Nótt nació un hijo llamado Auðr. En el capítulo 24 de Skáldskaparmál, se cita a Jörð, la personificación de la Tierra que es "hermana de Auðr" y "hermana de Dagr", la personificación del día. La segunda cita procede del mismo capítulo, un trabajo de un escaldo del siglo X Hallfreðr vandræðaskáld que menciona a la “espléndida hermana de Auðr".

## Teorías
Rudolf Simek teoriza Auðr es una invención de Snorri, aunque desconoce el propósito que tuvo para ello. Simek también incide Auðr es un nombre femenino en otras fuentes islandesas y a diferencia de Faulkes, no menciona la referencia escáldica del sujeto.